# Vasilie Nicoară
Vasilie Nicoarǎ, född den 13 juni 1937, död 1978, var en rumänsk kanotist.
Han tog bland annat VM-guld i K-2 500 meter i samband med sprintvärldsmästerskapen i kanotsport 1963 i Jajce.